# Vulpentijger
Vulpentijger (Nephrotoma lunulicornis) is een tweevleugelige uit de familie langpootmuggen (Tipulidae). De soort komt voor in het Palearctisch gebied.
De vulpentijger heeft de volgende kenmerken:
- Kop met donkere vlekken langs de oogranden.
- Donkere vlekje aan achterkant kop, schuin onder-achter het oog, aanwezig
- Antenne bestaat uit 13 leden, 4e en volgende antenneleden bij mannetje aan de basis verdikt, niet niervormig.